# Truth or Consequences (Nuovo Messico)
Truth or Consequences (conosciuta anche con l'abbreviazione di T or C) è una città e il capoluogo della contea di Sierra nello Stato del Nuovo Messico, negli Stati Uniti. La sua popolazione era di 6 052 abitanti al censimento del 2020.

## Geografia fisica
Secondo l'Ufficio del censimento degli Stati Uniti, ha una superficie totale di 27,70 mi² (71,74 km²).
La città si trova sul Rio Grande, vicino alla Elephant Butte Reservoir. La città è servita dall'aeroporto municipale di Truth or Consequences, oltre dalle strade Interstate 25, I-25 Business, New Mexico State Road 51 (NM 51), NM 181 e NM 187.

## Storia
L'area è rinomata per la presenza di sorgenti calde (dette hot springs in inglese). Il primo centro termale dell'area è stato costruito verso la fine del XIX secolo, presso il John Cross Ranch, nelle vicinanze delle Geronimo Springs. Le sorgenti calde fanno parte del cosiddetto Hot Springs Artesian Basin. Ma fu solo nel 1912 che i primi abitanti si stabilirono nell'odierno centro abitato, in seguito alla costruzione della diga di Elephant Butte e della sua riserva idrica; la costruzione della diga è stata completata nel 1916. Questo faceva parte del Rio Grande Project, il primo grande provvedimento per l'irrigazione dei terreni a seguito del Newlands Reclamation Act del 1902. Nel 1916, la città fu incorporata con il nome di Hot Springs. Nel 1937 divenne il capoluogo della contea di Sierra. Verso la fine del 1930, Hot Springs possedeva 40 sorgenti calde - una per ogni 75 abitanti all'epoca - anche se queste erano indirizzate ai turisti.
La città cambiò la propria denominazione da Hot Springs a Truth or Consequences in seguito a un sondaggio alla radio. Nel marzo del 1950, Ralph Edwards, presentatore di Truth or Consequences, un popolare quiz show che andava in onda su NBC Radio, annunciò che la prima città che avrebbe cambiato la propria denominazione in quella del programma, avrebbe avuto l'onore di trasmettere il programma in occasione del decimo anniversario dalla sua messa in onda; il cambio di denominazione divenne ufficiale il 31 marzo 1950 e dalla sera successiva il programma iniziò le sue trasmissioni nella città. Edwards visitò la città ogni prima settimana di maggio per i 50 anni successivi. Per tale motivo venne organizzata la Fiesta, un evento che comprendeva un concorso di bellezza, una parata e uno spettacolo teatrale. Al giorno d'oggi, la Fiesta viene ancora celebrata, con cadenza ogni prima settimana di maggio. Durante i festeggiamenti vengono messi in risalto le tradizioni locali, viene celebrata la "Miss Fiesta" dell'anno precedente e la vincitrice del concorso Hatch Chile Queen. Inoltre, durante la Fiesta si svolgono dei balli nel Ralph Edwards Park.

## Società

### Evoluzione demografica
Secondo il censimento del 2020, la popolazione era di 6 052 abitanti.

## Cultura

### Media

#### Televisione
La città è una delle principali ambientazioni dell'episodio "L'invasione degli Zygon" (The Zygon Invasion) della serie televisiva britannica Doctor Who, nel quale il nome stesso del centro cittadino svolge un ruolo fondamentale negli eventi della trama. Le scene sono state tuttavia girate a Fuerteventura.

#### Videogiochi
Nel videogioco Tom Clancy's Rainbow Six: Siege la città è presente come mappa giocabile per la modalità a tempo limitato Outbreak, introdotta tramite l'espansione gratuita Operazione Chimera (Operation Chimera).

## Economia

### Turismo
La città è una destinazione turistica popolare per gli abitanti del Nuovo Messico. È anche un luogo scelto di frequente dai pensionati, per via del basso costo delle abitazioni e per l'offerta di sport all'aria aperta come golf e pesca.
Ci sono numerose fonti calde (hot springs) sul territorio cittadino. Nel complesso, queste fonti sono in grado di produrre 99 litri/secondo.
Prima della seconda guerra mondiale, erano attive 40 fonti. Nel 2002 la Hot Springs Association di Truth or Consequences contava tra i membri solo otto complessi termali: cinque di queste prendevano l'acqua da pozzi, e solo tre (Marshall Hot Springs, Indian Springs Bath House e Hay-Yo-Kay Hot Springs) sfruttavano sorgenti naturali.
Il New Mexico State Energy and Minerals Department ha costruito negli anni ottanta due impianti pilota per lo sfruttamento dell'energia geotermica dell'area. Le fonti sono state sfruttate anche dal Carrie Tingley Hospital, una struttura sanitaria per bambini invalidi (poi spostata ad Albuquerque). Alcuni edifici cittadini sono riscaldati con energia geotermica.
La città è anche parte del percorso scenico nazionale riconosciuto Geronimo Trail Scenic Byway.